# Оно Фуюмі
Фуюмі Оно (яп. 小野 不由美, латиніз. в шлюбі Фуюмі Утіда, дос. «内 田 不由 美», нар. 24 грудня 1960) — японська письменниця. Відома романами (лайт-новел) для дівчат. Її найбільш відомою роботою є серія книг яп. «Дванадцять королівств», трансліт. 十二国记, латиніз. дзю: ні кокукі, за якою знятий однойменний аніме-серіал. Працює в жанрах жахи і фентезі, оскільки вони найбільш затребувані аудиторією.

## Біографія
Фуюмі Оно народилася в місті Накацу (Оіта). Закінчила університет Отані в Кіото за спеціалізацією «дослідження буддизму». У 1988 році почала працювати у видавництві «Коданся». Її першою роботою стала книга яп. «Безсоння напередодні Дня народження», трансліт. バースデイ · イブ は 眠れ ない, латиніз. ба: судей ібу немуренай, опублікована у вересні 1988 року. У тому ж році вийшло продовження цього роману — «Mephisto and Waltz!» (яп. メフィスト と ワルツ!). Потім вона опублікувала серію романів яп. «Злі духи», трансліт. 悪霊 シリーズ, латиніз. Акура: сірі: дзу, в західному світі більш відому як «Ghost Hunt».
Одружена з письменником яп. Утида Наоюкі, трансліт. 内 田 直行, більш відомим під псевдонімом яп. Юкіто Аяцудзі, трансліт. 绫 辻 行人, латиніз. Аяцудзі Юкіто.

## Твори

### «Злі духи» (Ghost Hunt)
Серія спочатку складалася з 8 романів:
- There are lots of Evil Spirits?! (悪霊がいっぱい!?) 1989 ISBN 978-4061903111
- There are really lots of Evil Spirits! (悪霊がホントにいっぱい!) 1989 ISBN 978-4061903654
- Too many Evil Spirits to sleep (悪霊がいっぱいで眠れない) 1990 ISBN 978-4061904170
- A lonely Evil Spirit (悪霊はひとりぼっち) 1990 ISBN 978-4061904859
- I Don't Want to Become an Evil Spirit! (悪霊になりたくない!) 1991 ISBN 978-4061905948
- Don't Call me an Evil Spirit (悪霊とよばないで) 1991 ISBN 978-4061985759
- I don't mind Evil Spirits 1 (悪霊だってヘイキ!〈上〉) 1992 ISBN 978-4061986961
- I don't mind Evil Spirits 2 (悪霊だってヘイキ!〈下〉) 1992 ISBN 978-4061986978

Потім було опубліковано продовження Ghost Hunt Series (ゴースト · ハント シリーズ):
- Nightmare Dwelling 1 (悪夢の棲む家(上)) 1994 Kodansha ISBN 978-4062551564
- Nightmare Dwelling 2 (悪夢の棲む家(下)) 1994 Kodansha ISBN 978-4062551649

### «Дванадцять королівств» (Juuni Kokki)
- Shadow of the Moon, Sea of the Shadow (月の影 影の海) 1992 ISBN 4-06-255071-7
- Sea of the Wind, Shore of the Labyrinth (風の海 迷宮の岸) 1993 ISBN 4-06-255114-4
- Sea God of the East, Vast Sea of the West (東の海神 西の滄海) 1994 ISBN 4-06-255168-3
- A Thousand Miles of Wind, the Sky of Dawn (風の万里 黎明の空) 1994 ISBN 4-06-255175-6
- Aspired Wings (図南の翼) 1996 ISBN 4-06-255229-9
- Drifting Ship (漂舶) 1997 (оповідання)
- Shore at Dusk, Sky at Dawn (黄昏の岸 暁の天) 2001 ISBN 4-06-255546-8
- Kashou's Dream (華胥の幽夢) 2001 ISBN 4-06-255573-5
  - Prosperity in Winter (冬栄) 2001 IN☆POCKET
  - Kashou (華胥) 2001 Mephisto
  - Jougatsu (乗月)
  - Correspondence (書簡)
  - Kizan (帰山)

## Інші романи
- London, 1888 (伦敦, 1888) 1993 рік
- Shiki (尸 鬼) 1998
- Kura no Kami (くら の かみ) 2003 рік